# Łarisa Krugłowa
Łarisa Krugłowa (ur. 27 października 1972 w Murmańsku) – rosyjska sprinterka odnosząca największe sukcesy w biegach sztafetowych. Medalistka mistrzostw Europy, świata oraz igrzysk olimpijskich.

## Igrzyska olimpijskie
| Miejsce | Dzień       | Rok  | Miejscowość | Konkurencja        | Czas biegu | Strata   | Zwycięzca           |
| ------- | ----------- | ---- | ----------- | ------------------ | ---------- | -------- | ------------------- |
| 20.     | 20 sierpnia | 2004 | Ateny       | bieg na 100 m      | 11,36 s    | –        | Julija Nieściarenka |
| srebro  | 27 sierpnia | 2004 | Ateny       | sztafeta 4 × 100 m | 42,27 s    | + 0,54 s | Jamajka             |

## Mistrzostwa świata
| Miejsce | Dzień       | Rok  | Miejscowość | Konkurencja        | Czas biegu | Strata   | Zwycięzca         |
| ------- | ----------- | ---- | ----------- | ------------------ | ---------- | -------- | ----------------- |
| 7       | 11 sierpnia | 2001 | Edmonton    | sztafeta 4 × 100 m | 43,58 s    | + 1,26 s | Niemcy            |
| brąz    | 30 sierpnia | 2003 | Paryż       | sztafeta 4 × 100 m | 42,66 s    | + 0,88 s | Francja           |
| 27.     | 7 sierpnia  | 2005 | Helsinki    | bieg na 100 m      | 11,56 s    | –        | Lauryn Williams   |
| NF.     | 13 sierpnia | 2005 | Helsinki    | sztafeta 4 × 100 m | –          | –        | Stany Zjednoczone |

## Mistrzostwa Europy
| Miejsce | Dzień       | Rok  | Miejscowość | Konkurencja        | Czas biegu | Strata   | Zwycięzca      |
| ------- | ----------- | ---- | ----------- | ------------------ | ---------- | -------- | -------------- |
| 25.     | 6 sierpnia  | 2002 | Monachium   | bieg na 100 m      | 11,65 s    | –        | Ekaterini Tanu |
| brąz    | 11 sierpnia | 2002 | Monachium   | sztafeta 4 × 100 m | 43,11 s    | + 0,65 s | Francja        |

## Halowe mistrzostwa świata
| Miejsce | Dzień    | Rok  | Miejscowość | Konkurencja  | Czas biegu | Strata    | Zwycięzca       |
| ------- | -------- | ---- | ----------- | ------------ | ---------- | --------- | --------------- |
| 15.     | 11 marca | 2001 | Lizbona     | bieg na 60 m | 7,33 s     | –         | Chandra Sturrup |
| 19.     | 5 marca  | 2004 | Budapeszt   | bieg na 60 m | 7,37 s     | –         | Gail Devers     |
| 6.      | 10 marca | 2006 | Moskwa      | bieg na 60 m | 7,23 s     | + -0,22 s | Me’Lisa Barber  |

## Halowe mistrzostwa Europy
| Miejsce | Dzień   | Rok  | Miejscowość | Konkurencja  | Czas biegu | Strata   | Zwycięzca   |
| ------- | ------- | ---- | ----------- | ------------ | ---------- | -------- | ----------- |
| 6.      | 3 marca | 2002 | Wiedeń      | bieg na 60 m | 7,25 s     | + 0,09 s | Kim Gevaert |
| 5.      | 5 marca | 2005 | Madryt      | bieg na 60 m | 7,32 s     | + 0,16 s | Kim Gevaert |